# رهاو
شهر رهاو (به آلمانی: Rehau) در ایالت بایرن در کشور آلمان واقع شده‌است و شرکت رهاو در سال ۱۳۹۰ در یزد به ثبت رسید.
WWW.RAHAV.IR